# Atlantic City International Airport
Atlantic City International Airport (IATA: ACY, ICAO: KACY, FAA LID: ACY) är en delad civil-militär flygplats i Atlantic City, New Jersey i Egg Harbor Township, USA. Anläggningen drivs av South Jersey Transportation Authority (SJTA) och hamnmyndigheten i New York och New Jersey, som utför utvalda ledningsfunktioner. Det mesta av marken ägs av Federal Aviation Administration och hyrs ut till SJTA, medan SJTA äger terminalbyggnaden.
Anläggningen är också en bas för New Jersey Air National Guards 177:e Fighter Wing som har F-16C/D Fighting Falcon, och USA:s kustbevakning Coast Guard Air Station Atlantic City som har Eurocopter HH-65 Dolphin. Flygplatsens egendom inkluderar FAA:s William J. Hughes Technical Center, ett stort forsknings- och testnav för Federal Aviation Administration och ett utbildningscenter för Federal Air Marshal Service. Den var också en utsedd alternativ landningsplats för rymdfärjan.
Flygplatsen drivs av Spirit Airlines som kör jetplan av typ Airbus A319, Airbus A320 och Airbus A321. Dessutom har Caesars Entertainment flyg till städer öster om med Caesars Rewards Air, vilket erbjuds som reguljär charter året runt. United Airlines genomförde en serie flygningar med start i april 2014, men beslutade att flygningarna inte var lönsamma och avbröt tjänsten den 3 december 2014.
South Jersey Transportation Authority har planer för massiva terminalutbyggnader (utöver nuvarande initiativ) som kan behövas om fler flygbolag servar flygplatsen. Passagerartrafiken på flygplatsen 2011 var 1 404 119, vilket gjorde den till den 102:a mest trafikerade flygplatsen i landet. SJTA äger ett litet område runt terminalen och hyr landningsbanor och annan mark från FAA.

## Historik
År 1942 byggdes Naval Air Station Atlantic City på arrenderad privat mark i Egg Harbor Township, New Jersey. Dess syfte var att utbilda olika flygstridsgrupper bestående av jakt-, bombplans- och torpedskvadroner.
I augusti 1943 ändrade NAS Atlantic City sitt uppdrag till strikt stridsflygträning, bestående av skyttetaktik på låg och hög höjd, fältbärarlandningsövningar (FCLP), bärarkvalifikationer (CQ), bombning, formationstaktik, jaktplan, nattoperationer och en tillhörande grundskolans läroplan.
NAS Atlantic City avvecklades i juni 1958 och överfördes till Airways Modernization Board (AMB), som senare togs över av FAA. I november 1958 tog den dåvarande Federal Aviation Agency, nu Federal Aviation Administration (FAA), över driften av AMB. Atlantic City beslutade att behålla marken och etablerade National Aviation Facilities Experimental Center forskningsanläggning som så småningom blev William J. Hughes Technical Center. South Jersey Transportation Authority (SJTA) hyrde till en början delar av flygplatsen av FAA och fungerar nu som flygplatsägare och operatör för anläggningen.
Under 1960-talet och början av 1970-talet, upprätthöll den aktiva tjänsten U.S. Flygvapnets 95:e Fighter Interceptor Squadron, stationerad vid Dover AFB, Delaware, en operationsplats och larmavdelning av F-106 Delta Dart vid Atlantic City ANGB i 24-timmars beredskap. Efter att den 177:e Fighter Wing återutrustades med F-106 1973, tog denna på sig luftvärnsvarningsuppdraget.
Hösten 1983 försökte American International Airways driva ett litet nav på flygplatsen med Douglas DC-9-30 med passagerartrafik till Boston, Buffalo, Chicago, Cleveland, Detroit, Fort Lauderdale, Miami, Orlando, Pittsburgh, Tampa och West Palm Beach. Dessutom genomförde Delta Connection via sin partner Comair flygningar till Cincinnati och Orlando, som avslutades den 1 maj 2007. WestJet hade Boeing 737 från ACY till Toronto, men avslutade linjen den 9 maj 2010, vilket lämnade flygplatsen utan internationell verksamhet. Den 1 april 2014 startade United Airlines trafik från Atlantic City till Chicago–O'Hare och Houston, men tjänsten avbröts den 3 december 2014. Air Canada hade säsongsflyg till Toronto sommaren 2015, men beslutat sommaren 2016 att inte återvända.
År 2022 startade American Airlines busstrafik från flygplatsen till sina flygplan på Philadelphia International Airport. Busstrafiken utförs av Americans bussservicepartner, Fastline.

## Faciliteter
Atlantic City International Airport har två landningsbanor: 4/22 är  1 873 x 46 m på asfalt/betong och 13/31 är 3 048 x 46 m på asfalt.

### Terminal
Atlantic City International Airport har en terminal. Flera charterbolag flyger från terminalen, tillsammans med Spirit Airlines reguljärflyg. Terminalen har en liten layout, vilket gör den till ett alternativ till Philadelphia International Airport eller Newark Liberty International Airport.
Passagerare går in i terminalen på nedre plan som har incheckningsdiskar, en liten grill och en presentbutik. Bagageutlämning är på denna nivå, med tre karuseller. Efter incheckningen går passagerarna vidare till säkerhetskontrollen, även på denna nivå. Efter säkerhetskontrollen leder trappor och rulltrappor till avgångsnivån. De 10 portarna är här öppna för användning av charter eller används av de reguljära transportörerna. Alla portar är enhetliga, utan anpassning till flygbolagen. På andra våningen finns även ett café, en bar och en tidningskiosk. Fri Wi-Fi är tillgänglig i hela terminalen.